# 박승장
박승장(朴承章, 1883년 6월 17일 ~ ?)은 일제강점기 때의 지방 관리이다.

## 생애
1883년 6월 17일에 태어났다. 15년후 1898년 관립 일어학교에서, 1900년 사립 인공양잠전습소(人工養蠶傳習所) 속성과에서, 1901년 농상공부 잠업과시험장(蠶業誇試驗場)과 사립 흥화학교(興化學校) 영어과(야학과)에서, 1902년 관립 영어 학교에서 수학했다.
1902년 11월부터 농상공부 기수를 지내다가 1905년 6월 기사로 승진했다. 재직 중이던 1906년 7월 의친왕을 책봉하는 과정에서 차비(差備)를 맡았다. 1908년 5월에는 대한학회찬성회(大韓學會贊成會)에 발기인으로 참여했으며, 같은 해 11월 한흥농회(韓興農會) 평의원에 선임되었다.
1911년 4월 합병후, 경상북도 부서기에 임명되었다가 그해 8월 경상북도 흥해군수로 승진하였다. 1912년 8월 한국병합기념장을 받았다. 1912년 10부터 경상북도 인동군수를 지내다가 1914년 2월 부군통폐합으로 인동군이 폐합됨에 따라 퇴직했다. 1915년 10월 관직에 복귀해 1920년까지 경상남도 통영군 서기를 지냈으며, 1915년 11월 다이쇼(大正)천항 즉위기념 대례기념장을 받았다. 이어 1921년 증추원 편집과 촉탁을, 1923년부터 1929년 3월까지 증추원 조사과 촉탁을 지냈다. 
1926년 2월 18일 이완용후작 장례식 장의역원을 정할 때, 영결식장 기록계원(記錄係員)의 한 사람으로 진행에 참여했다.
1928년 11월 쇼와 천황 즉위기념 대례기념장을 받았다. 1929년 3월 경상남도 함안군수에 임명되었으며, 이듬해 7월에 문관분환령으로 휴직했다가 1932년 7월 퇴직하였다.

## 참고자료
- 친일인명사전편찬위원회 (2009). 《친일인명사전》. 38쪽.

1. ↑  "聖恩鴻大 故李侯爵邸에 御沙汰書御下賜", 매일신보 1926년 2월18일자 1면 6단